# Koprowy Żleb

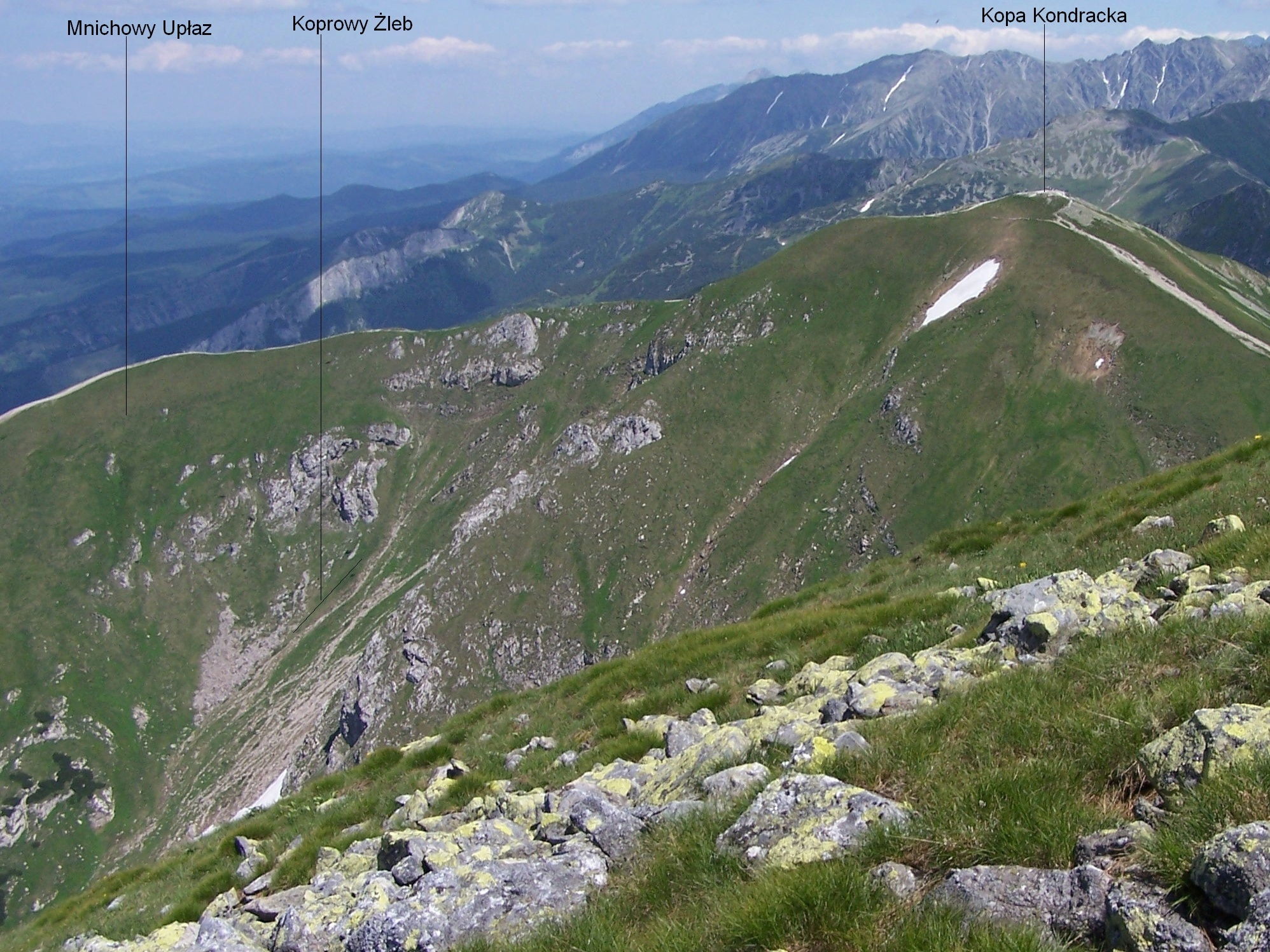
Widok z Czerwonego Grzbietu

Koprowy Żleb – żleb w Dolinie Małej Łąki w polskich Tatrach Zachodnich. Opada z północnej grani Kopy Kondrackiej (ok. 1910 m n.p.m.) do dna Wyżniej Świstówki Małołąckiej (górne piętro Doliny Małej Łąki). Różnica wzniesień pomiędzy jego górną i dolną częścią wynosi około 230 m, a szerokość przy dnie Wyżniej Świstówki ponad 100 m. Po orograficznie prawej stronie Koprowego Żlebu ciągnie się trawiasty Mnichowy Upłaz, od lewej strony natomiast żleb ograniczony jest skalistą północno-zachodnią grzędą Kopy Kondrackiej Znajduje się w niej Jaskinia Świstacza i Koprowa Studnia.
Koprowy Żleb w dolnej części wcięty jest w zbocze dość głęboko, wyżej coraz płycej. Przejście nim nie stwarza problemów, ale nie prowadzi tędy żaden szlak turystyczny. Z Kopy Kondrackiej (spod samego jej wierzchołka) opada do Wyżniej Świstówki jeszcze inny żleb, nie ma on jednak nazwy.